# Mugu

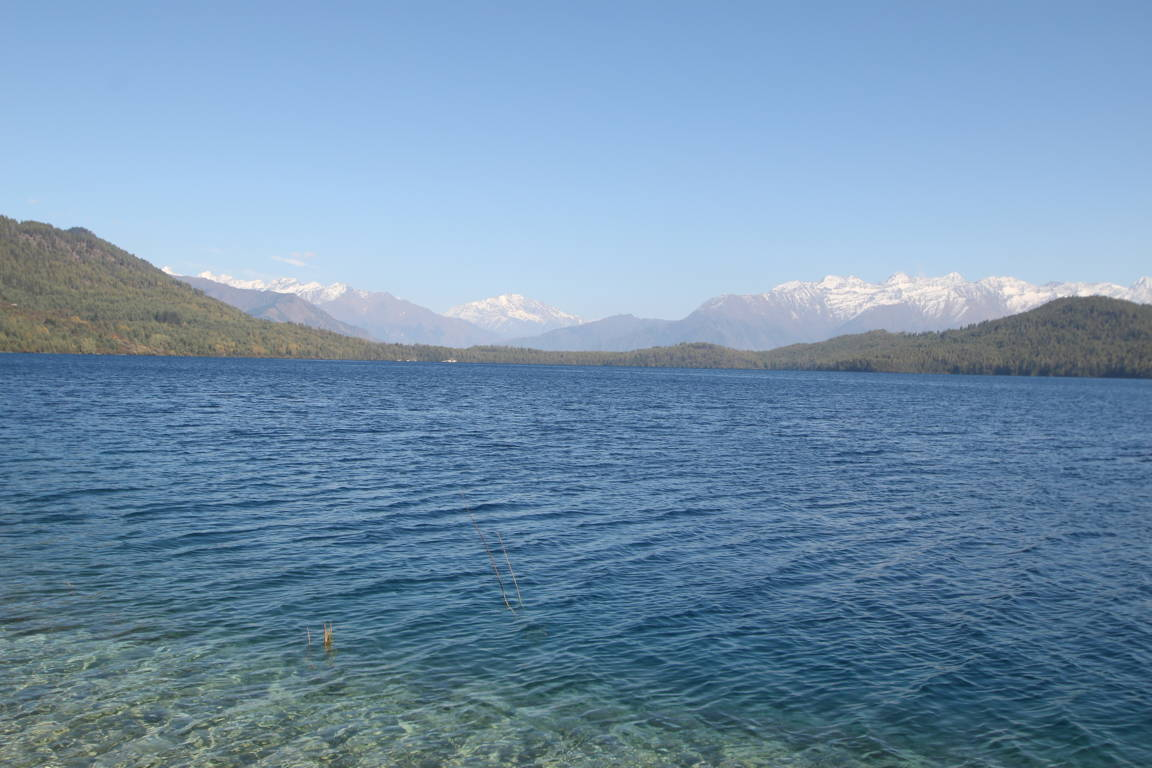
Rarasee

Der Distrikt Mugu (Nepali मुगु जिल्ला Mugu Jillā) ist einer von 77 Distrikten in Nepal und gehört seit der Verfassung von 2015 zur Provinz Karnali.

## Geschichte
Bis 2015 war der Distrikt Teil der Verwaltungszone Karnali.

## Geographie
Mugu zählt zu den abgelegensten Distrikten des Landes. Er gehört außerdem mit einem Wert des Human Development Index von weniger als 0,4 zu den zehn ärmsten und unterentwickeltsten Distrikten.
In Mugu liegt der größte See Nepals, der 8 km² große Rarasee auf einer Höhe von 2900 m.

## Einwohner
Mugu hatte bei der Volkszählung 2011 55.286 Einwohner.

## Verwaltungsgliederung
Einzige Stadt (Munizipalität) des Distriktes ist Chhayanath Rara.
Gaunpalikas (Landgemeinden):
- Mugum Karmarong
- Soru
- Khatyad

Bis 2017 wurde der Distrikt in die folgenden Village Development Committees (VDCs) unterteilt:
- Dhainakot
- Dolphu
- Gumtha
- Hyanglu
- Jima
- Kalain
- Karkibada
- Khamale
- Kimri
- Kot Danda
- Mangri
- Mugu
- Natharpu
- Photu
- Pina
- Pulu
- Rara
- Rowa
- Ruga
- Seri
- Sri Kot
- Sri Nagar
- Sukhadhik
- Vihin